# Operação Castelo de Areia
A Operação Castelo de Areia foi uma operação da Polícia Federal do Brasil em 2009 que investigou supostos crimes financeiros e lavagem de dinheiro, tendo como centro as operações do Grupo Camargo Corrêa. Por investigar esquema de corrupção envolvendo políticos e empreiteiras é considerada antecessora da Operação Lava Jato.
Em 5 de abril de 2011 a operação foi anulada pela 6ª Turma do Superior Tribunal de Justiça (STJ) sob a alegação de que denúncia anônima não poderia embasar investigações. A decisão foi inédita, contrariando a jurisprudência da corte, cujo entendimento anterior, em 33 decisões, permitiam investigação a partir de denúncias anônimas. A decisão dividiu a doutrina.  As denúncias anônimas são estimuladas em alguns países para ao menos alguns casos, a exemplo dos Estados Unidos, que a adota para casos internacionais regulamentados pela Foreign Corrupt Practices.
Em 7 de abril de 2011, O Ministério Público recorreu da decisão ao Supremo Tribunal Federal, mas em 2015 o ministro Luís Roberto Barroso rejeitou o recurso.
Em negociação de delação premiada, o ex-ministro da Fazenda Antonio Palocci afirmou que subornou ministros do Superior Tribunal de Justiça para anular a operação. 

## Sobre a operação
Deflagrada pela Polícia Federal em março de 2009, a operação Castelo de Areia investigou supostos crimes financeiros praticados por executivos ligados à construtora Camargo Corrêa. Cumprindo dez mandados de prisão e 16 mandados de busca e apreensão, a PF vasculhou a sede da construtora no dia 25 de março de 2009, prendendo quatro diretores e duas secretárias da construtora. A PF e o Ministério Público investigam ainda o pagamento de propina a autoridades para conseguir benefícios em licitações e doações irregulares a campanhas políticas. A investigação resultou em três ações penais e uma ação por improbidade, além de 32 procedimentos que miravam grandes obras da empreiteira por quase todo o País. O juiz Fausto de Sanctis, da 6ª Vara Criminal Federal de São Paulo, foi o responsável pelas ações decorrentes da operação.
Entre os políticos investigados pelo Ministério Público Federal aparece José Roberto Arruda.  , Michel Temer, Gilberto Kassab, , Valdemar Costa Neto,  Antonio Palocci ,  Sérgio Cabral  e Paulo Skaf.  Além dos políticos, também foram citados os nomes dos conselheiros Eduardo Bittencourt e Robson Marinho, do Tribunal de Contas do Estado de São Paulo  e até o ex-presidente da república Jânio Quadros. 
A defesa das empreiteiras ficou a cargo do ex-ministro da justiça Marcio Thomaz Bastos .

## Anulação
O julgamento estava empatado - a ministra relatora Maria Thereza de Assis Moura havia votado pela anulação da operação e o ministro Og Fernandes, por sua continuação. Um empate, portanto, entre os dois integrantes efetivos do Superior Tribunal de Justiça. Foram convocados os desembargadores Celso Limongi e Haroldo Ferreira, que votaram pela anulação da operação. Os dois votos restantes, portanto, favoráveis à anulação, vieram de magistrados de fora, convocados, um do Tribunal de Justiça de São Paulo e outro do Tribunal de Justiça do Ceará.
Em seu voto,  o desembargador Celso Limongi afirmou: "A delação anônima serve para o início das investigações de forma que a autoridade policial busque provas, mas não serve para violação de qualquer direito fundamental do ser humano". A decisão contrariou a jurisprudência da corte, que decidiu diferentemente em outros 33 casos semelhantes. 
Cesar Asfor Rocha foi quem presidiu o STJ e, em 2009, concedeu uma liminar que barrou a Operação Castelo de Areia. A liminar acabou sendo referendada pelo plenário do STJ e a operação foi anulada.. Em agosto de 2017, Antônio Palocci, em depoimento durante a negociação de uma possível delação premiada, afirmou que Asfor Rocha recebeu propina de R$ 5 milhões para conceder a liminar que beneficiou a Camargo Correia. A destruição das provas relativas à operação Castelo de Areia foi suspensa pela Justiça Federal a pedido do Ministério Público por conta desta acusação.

## Comparação com a Lava Jato
Por investigar esquema de corrupção envolvendo políticos e empreiteiras, é considerada a antecessora da Operação Lava Jato. O jornalista Elio Gaspari a definiu como uma "versão menor da Lava-Jato".
Conforme Deltan Dallagnol, procurador do Ministério Público Federal e um dos coordenadores da força-tarefa da Operação Lava Jato, os desvios de recursos públicos identificados pela Lava Jato poderiam ter sido descobertos seis anos antes, caso a Castelo de Areia não tivesse sido anulada. Para Deltan, a Castelo de Areia foi encerrada “sob alegações frágeis de ocorrência de nulidade” devido a ação de poderosos.